# Tomasz Wałdoch
Tomasz Wojciech Wałdoch (Danzica, 10 maggio 1971) è un ex calciatore polacco, di ruolo difensore.

## Carriera

### Club
Muove i primi passi nello Stoczniowiec Danzica, ma all'età di diciassette anni passa alla più blasonata Górnik Zabrze, la squadra più titolata in Polonia negli anni sessanta grazie al cannoniere Lubanski. Gioca come difensore centrale e dimostra subito un certo feeling con la porta avversaria. A gennaio del '95 decide di trasferirsi a giocare nella contigua Germania e si accasa al Bochum, dove rimane cinque anni. A ventott'anni decide di fare il grande salto in una delle più forti squadre della Bundesliga e viene ingaggiato dallo Schalke. Nel 2000 lo raggiunge allo Schalke Tomasz Hajto suo compagno già ai tempi del Górnik e in nazionale. In quattro anni Waldoch forma col connazionale una diga difensiva impenetrabile e conferma di avere il vizio per il gol andando a segno in tutte le stagioni. Nel 2002-03 subisce un grave infortunio da cui non si riprenderà più del tutto. Tuttavia rimane allo Schalke fino al 2006, con la soddisfazione di aver gonfiato la rete avversaria anche nell'ultima stagione, nonostante avesse giocato solo due partite di campionato. 

### Nazionale
Con la nazionale ha collezionato 74 presenze dal '91 al 2002 condite da due gol. Con la rappresentativa polacca ha vinto un argento alle olimpiadi di Barcellona ed ha partecipato ai mondiali in Corea e Giappone. Dopo il mondiale ha ufficializzato il suo ritiro dalla nazionale.

## Palmarès

### Club

#### Competizioni nazionali
- Campionato tedesco di seconda divisione: 1

Bochum: 1995-1996

### Nazionale
- Argento olimpico: 1

Barcellona 1992